# Zamarada erato
Zamarada erato là một loài bướm đêm trong họ Geometridae.